# 葛林兄弟
葛林兄弟（英語：Green brothers）是指約翰·葛林（；1977年8月24日－）和漢克·葛林（；1980年5月5日－）兩兄弟。他們兩人是美國企業家、互聯網活動人士和YouTube影片博主。兩兄弟在兩人的事業和生活中都有頗大影響，因2007年開始「兄弟情 2.0」（Brotherhood 2.0）而開始受歡迎。兩人在YouTube上有約15條頻道，包括主頻道VlogBrothers、SciShow和The Lizzie Bennet Diaries。
約翰·葛林因為他的小說《生命中的美好缺憾》和其改編電影由YouTube名人變成荷里活名星。雖然小說在紐約時報暢銷書榜排行第一和電影票房成績良好，約翰仍認為他是因為例如Crash Course的網上項目而知名。
漢克·葛林則自己知名，創立了環保為題的網誌「EcoGeek」。該網誌原為他在蒙大拿大學修讀時的學生專案，但是漸漸成為了一個主要的環保資訊網，後來《時代》雜誌亦有報導。漢克亦因為共同創辦唱片公司DFTBA Records獲得知名度。
兩人一同創造的內容網絡被稱為「網上多媒體帝國」（online multimedia empire） 。該網絡的內容種類包括教育、遊戲、生活等，而他們兩人的粉都叫作「Nerdfighteria」。